# Білгород-Дністровський ліцей № 1
Білгород-Дністровський ліцей № 1 (до 2021 року — школа № 1) — заклад загальної середньої освіти у місті Білгород-Дністровський Одеської області. Один із найстаріших освітніх закладів міста, що вів свою історію як середня школа № 1 з 1944 року.
Історична будівля ліцею була повністю зруйнована внаслідок цілеспрямованого російського ракетного удару 23 червня 2025 року.

## Історія

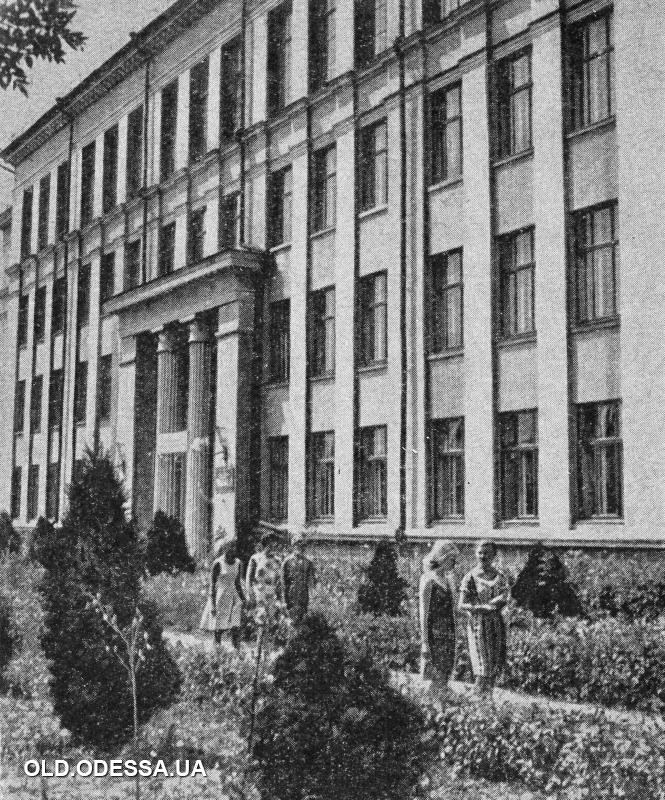
Фото в путівнику «Білгород-Дністровський». 1967 р.

Історія навчального закладу на цьому місці простежується від 1918 року.

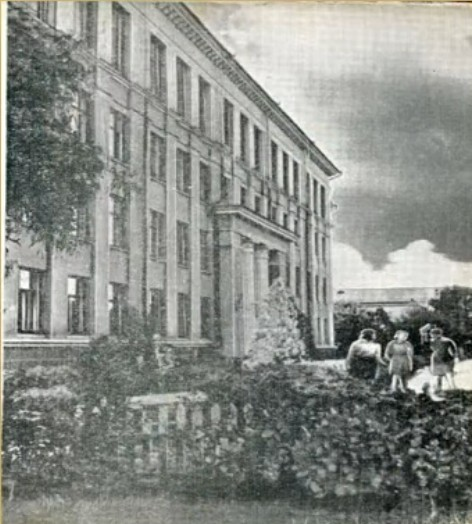
Школа у 1958 році

- 1918—1942 — у старій одноповерховій будівлі працювала румунська жіноча гімназія[2].
- 1940—1944 — під час першої радянської окупації та Другої світової війни заклад мав назву Акерманська школа № 2[2].
- З 1944 року — після звільнення міста заклад отримав статус середньої школи № 1. Перший випуск відбувся у 1946 році, тоді школу закінчили 42 учні[2].
- 1957—1958 — для школи збудовано нову чотириповерхову будівлю за типовим проєктом. Будівництво розпочалося у 1957 році[6], а в експлуатацію її ввели у 1958-му[2].
- 2021 — у рамках освітньої реформи школа отримала ліцензію на провадження освітньої діяльності як Ліцей № 1[7].

За свою історію школа випустила понад 220 учнів-медалістів.

## Відомі персоналії

### Директори
- Гончарова Неллі Фадеївна (1990—2022) — «Учитель-методист», Відмінник освіти України, Почесна громадянка міста Білгорода-Дністровського[8].
- Гончарова Інна Олегівна — директорка ліцею з 2022 року, на момент руйнування будівлі[3].

### Відомі випускники
- Ломаченко Василь Анатолійович — український боксер, дворазовий олімпійський чемпіон, чемпіон світу серед професіоналів[9].

## Вшанування пам'яті

### Меморіальна дошка Неллі Гончаровій
4 жовтня 2024 року, напередодні Дня вчителя, на фасаді ліцею було урочисто відкрито меморіальну дошку на честь Неллі Фадеївни Гончарової, яка 52 роки працювала в цьому закладі, з них 32 — на посаді директора.

## Руйнування

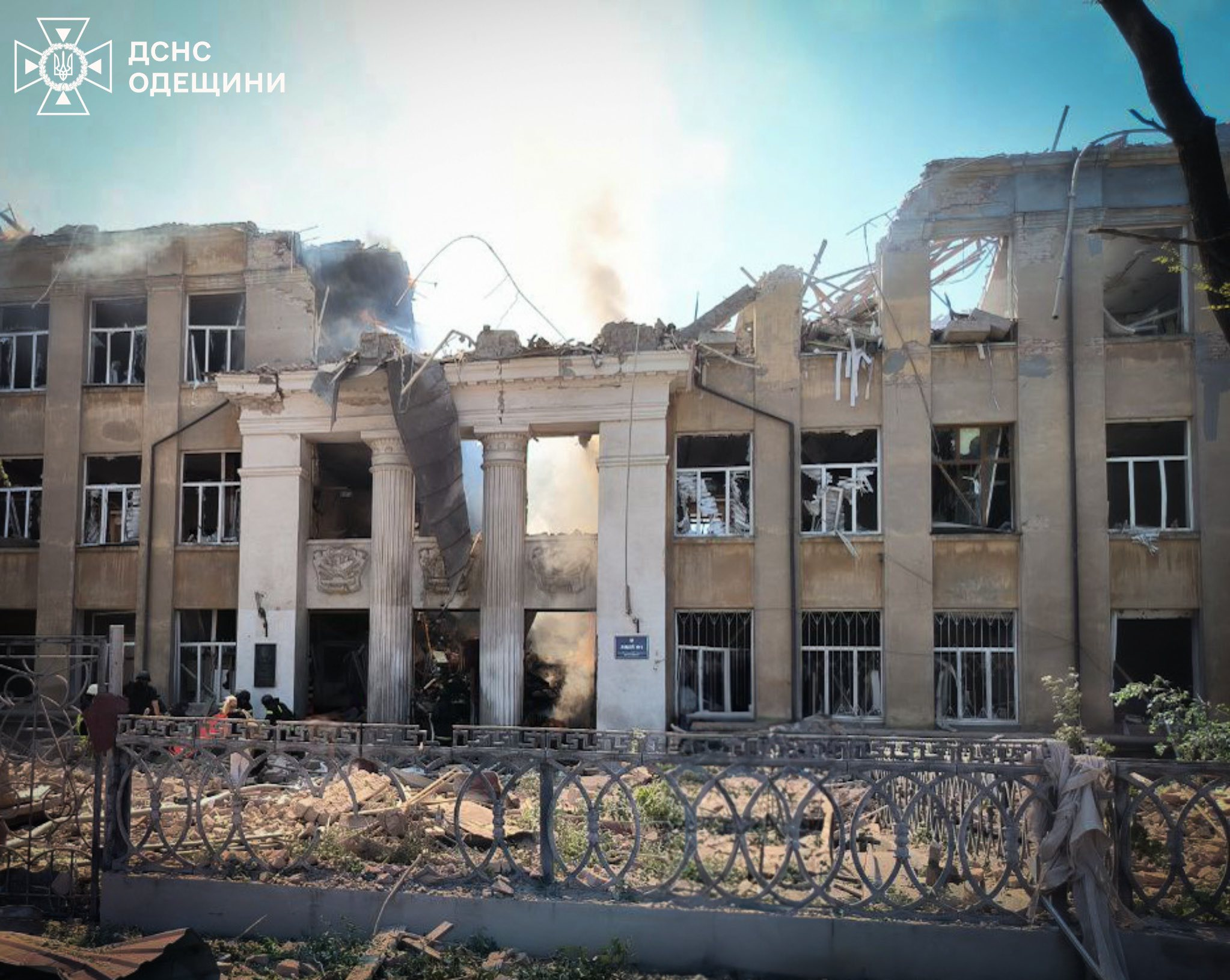
Наслідки російського ракетного удару по ліцею 23 червня 2025 року

23 червня 2025 року близько 16:30 російські війська завдали ракетного удару по цивільній інфраструктурі міста. Одна з ракет влучила безпосередньо в будівлю ліцею, спричинивши її повне руйнування. Трагедія сталася наступного дня після випускного вечора, який пройшов у дворі закладу 22 червня. Внаслідок удару загинули співробітники ліцею та цивільні особи. Постраждали 14 людей, серед яких були учні. 24 червня у місті було оголошено Днем жалоби.